# إسماعيل حقي مفتي زاده
إسماعيل حقِّي بن أحمد صبري مُفتي زاده هو سياسي وإداري ودواويني عُثماني تولَّى عدَّة مناصب حُكُوميَّة وإداريَّة خلال أواخر العصر العُثماني، أبرزها حُكم مُتصرِّفيَّة جبل لُبنان وولاية بيروت.
وُلد إسماعيل حقِّي في آمد، قصبة ديار بكر، سنة 1870م، وكان والده أحمد صبري من أبرز أعيان المدينة. تلقَّى تعليمه في المكتب المُلُوكيَّة بالعاصمة العُثمانيَّة إستنبول، وكان لثقافته العالية أثرٌ في تعيينه أمينًا لسر مكتب ياور السُلطان عبد الحميد الثاني بقصر يلدز. أُقيل من منصبه بُعيد خلع السُلطان عبد الحميد سنة 1909م، وعُيِّن قائممقامًا لعُمدة إستنبول في المُديريَّة السادسة للمدينة، كما انتُخب عُضوًا في مجلس بلديَّتها. انتُخب نائبًا لولاية ديار بكر عن حصن الرَّان في مجلس المبعوثان سنة 1912م، وفي سنة 1914م عُيِّن أمينًا عامًّا للمُفوَّض السَّامي العُثماني في مصر، ثُمَّ اختير مُتصرِّفًا لجبل لُبنان وتولَّى منصبه يوم 27 آذار (مارس) 1917م.
استمرَّ الحُكم العُثماني في جبل لُبنان خلال عهد إسماعيل حقِّي على القواعد السياسيَّة التي كانت قد أُرسيت في عهد سلفه علي مُنيف بك، لكنَّ مُعاملة هذا المُتصرِّف الجديد كانت تتَّصف بالتفهُّم لموقف الجبليين وظُرُوفهم، وباللين والتسامح معهم، وبالميل نحو تحسين أحوال الجبل والنُهُوض به من مُختلف النواحي. ففي عهد هذا المُتصرِّف كانت الأزمة الاقتصاديَّة في جبل لُبنان قد بلغت ذُروتها نتيجة تبعات الحرب العالميَّة الأولى وعلى رأسها حصار قُوَّات الحُلفاء جميع السواحل العُثمانيَّة ومنعها تدفُّق البضائع والأدوية والأغذية، والفساد الإداري في الأجهزة الحُكُوميَّة للدولة، وأسراب الجراد التي غزت الديار الشَّاميَّة خلال ربيع سنة 1915م وأتت على الأخضر واليابس. تفاقم الأمر في جبل لُبنان حتَّى ضربت العباد مسغبة كُبرى وفتكت بهم الأمراض فتكًا، فهُجرت قُرى عدَّة، وهلك الآلاف، فنهض عددٌ من المُحسنين من أبناء البلاد والشتات لإغاثة المساكين، وكان ممَّا فعله المُغتربون أنَّهم كانوا يُرسلون الأموال إلى بعض الدُول الحليفة ومنها تُهرَّب بواسطة البوارج الفرنسيَّة إلى ساحل جبل لُبنان حيثُ يتسلَّمها أُمناء مُعتمدون ثُمَّ يُوزِّعونها على أصحابها. ويُقال أنَّ إسماعيل حقِّي كان على اطلاعٍ على ما كان يجري بهذا الشأن، ولكنَّهُ غضَّ الطرف رأفةً بالفُقراء وإشفاقًا على الجياع.
قال السياسي حسين كاظم قادري بك، وهو نسيب إسماعيل حقِّي، أنَّ الأخير رغب بنقل مقادير كبيرة من القمح المُخزَّن في اللَّاذقيَّة إلى بيروت كي يُغيث به أهل الجبل، لكنَّهُ لم يفعل خوفًا من جمال باشا ناظر البحريَّة ووالي سورية وصاحب الأمر والنهي في كامل الديار الشَّاميَّة، والذي كان يبث الأعين في كُل مكان لضبط كُل ما يُخالف قرارات الحُكُومة الاتحاديَّة، لذلك قيل بأنَّ قرارات هذا المُتصرِّف دائمًا ما كانت غير حاسمة. سعى إسماعيل حقِّي أثناء ولايته على جبل لُبنان إلى إصلاح النظام التعليمي، فأمر بإجراء دراسةٍ شاملة حول البلاد لمعرفة أحوالها كافَّةً في سبيل إيجاد حُلُول بنَّاءة وفعَّالة لمُشكلاتها، وخرجت هذه الدراسة بنتائج ومعلومات قيِّمة جُمعت في مُجلَّدين. أسَّس إسماعيل حقَّي علاقةً وديَّة مع رجال الدين الموارنة خلال فترة ولايته، حتَّى أنَّ البطريق الماروني إلياس بُطرس الحُويِّك سعى لدى الباب العالي أن تُمدَّد له ولايته، لكنَّ هذا لم يحصل، فبعد سنةٍ وبضعة أشهر من تولِّيه المُتصرِّفيَّة، نُقل حقِّي واليًا على بيروت في شهر تمُّوز (يوليو) 1918م.
تولَّى إسماعيل حقِّي ولاية بيروت في 7 تمُّوز (يوليو) 1918م، ولكنَّهُ ما كاد يتسلَّم مهام عمله حتَّى أخذت الجُيُوش العُثمانيَّة تتقهقر مهزومةً أمام الحُلفاء الزاحفين من مصر وفلسطين. ومع دُخُول قُوَّات الشريف الحُسين بن علي الهاشمي إلى دمشق، سارع حاكمها الأمير مُحمَّد سعيد الجزائري بإرسال برقيَّة إلى رئيس بلديَّة بيروت عُمر بك الداعوق يطلب فيها إعلان قيام الحُكُومة العربيَّة في المدينة ودُخُولها تحت الراية الهاشميَّة، فتوجَّه الداعوق على رأس وفدٍ بيروتي إلى السراي الحُكُوميَّة واجتمعوا بإسماعيل حقِّي وأبلغوه ضرورة ترك السراي ومن ثُمَّ ولاية بيروت، ففعل وغادر مع كبار القادة والمُوظفين العُثمانيين، في حين بقي أبناء بيروت المُجنَّدين، ومن ثُمَّ أعلن الداعوق ولادة الحُكُومة العربيَّة في بيروت، ورفع العلم العربي فوق السراي وفوق مبنى بلديَّة بيروت وغيرها من الأبنية الرسميَّة.
جديرٌ بالذكر أنَّ إسماعيل حقِّي ترك ما في الخزينة الحُكُوميَّة وما في البنك العُثماني من أموال للمدينة وحُكُومتها العتيدة، عكس سائر الوُلاة الذين انسحبوا بأموال الدولة. تُوفي إسماعيل حقِّي سنة 1922م عن عُمرٍ ناهز الثانية والخمسين.